# Dysstroma carescotes
Dysstroma carescotes là một loài bướm đêm trong họ Geometridae.